# Fiat CR.42
Fiat CR.42 Falco („Șoimul”) a fost un avion de vânătoare biplan cu un singur loc  care a fost în dotarea Regia Aeronautica în perioada interbelică  și în timpul celui de-al Doilea Război Mondial. Avionul produs de Fiat Aviazione a mai intrat în dotarea altor câteva forțe aeriene, cum au fost cele ale Belgiei, Suediei și Ungariei. Acest model, cu peste 1.800 de aparate de zbor ieșite de pe benzile de montaj, a fost cel mai produs avion italian care a luat parte la luptele celei de-a doua conflagrații mondiale. Fiat CR.42 a fost ultimul avion de vânătoare biplan Fiat care a intrat în serviciul activ al aviației militare și a reprezentat modelul de vârf al acestui tip de aparat. Serviciul de informații al RAF a remarcat manevrabilitatea sa și rezistența sa deosebită în exploatare.

## Proiectare și dezvoltare
CR.42 a avut un proiect revoluționar, bazat pe planurile predecesorului său, Fiat CR.32, care la rândul lui derivau din planurile seriei Fiat CR.30 create în 1932. Regia Aeronautica a folosit cu rezultate excelente avionul CR.32 în timpul războiului civil din Spania, ceea ce a făcut ca FIAT să propună un model de avion de vânătoare mai modern, care urma să folosească motorul radial supraalimentat răcit cu aer Fiat A.74R1C.38. Acesta antrena o elice cu trei pale, cu diametrul de 2,9 m. Aripile cu zăbrele rigide erau construite din duraluminiu și oțel, acoperite cu pânză. Avionul atingea o viteză de 438 km/h la 5.300 m altitudine și 342 km/h la nivelul solului. Rata ascensională era de 1 minut și 25 de secunde la 1.000 m și de 7 minute și 20 de secunde la 6.000 m.
În ciuda configurației sale de biplan, CR.42 avea niște planuri avansate, bazate pe o structură din oțel și aluminiu, cu un carenaj aerodinamic, care acoperea motorul radial. Trenul de aterizare nu era retractabil. Aripa superioară a aparatului CR.42 era de dimensiuni mai mari decât cea inferioară. Avionul era unul cu o mare manevrabilitate, datorită încărcării scăzute pe aripă (masa avionului raportată la suprafața aripii) dar, în același timp, avionul era lipsit de blindaj și de echipament radio. 
În timpul zborurilor de evaluare, CR.42 a fost testat alături de aparatul Caproni Ca.165, primul dovedindu-se superior, deși cel de-al doilea avea un design mai modern, care îi asigura o viteză superioară, dar o manevrabilitate mai redusă. Deși în momentul în care a fost produs epoca biplanelor se apropia de sfârșit, mai multe națiuni și-au exprimat dorința să cumpere noul aparat de vânătoare. 
La scurtă vreme după ce a primit botezul focului, Fiat a dezvoltat câteva variante. CR.42bis și CR.42ter aveau o putere de foc sporită, CR.42N era destinat luptelor de noapte, CR.42AS era specializat în atacul împotriva țintelor terestre, iar CR.42B Biposto a fost un avion-școală cu două locuri.
Varianta Biposto a fost cea mai mult modificată, cu un fuselaj alungit și cu un al doilea loc plasat în tandem. Au fost produse aproximativ 40 de aparate-școală de către Agusta și Caproni Trento. Avionul avea o lungime cu 68 cm mai mare, de 8,94 m, iar înălțimea era cu 23 cm mai mică. Greutatea sa era cu doar 40 kg mai mare, iar carenajul roților a fost înlocuit. Greutatea totală era de 2.300 kg. Viteza maximă era de 430 km/h la 5.300 m..

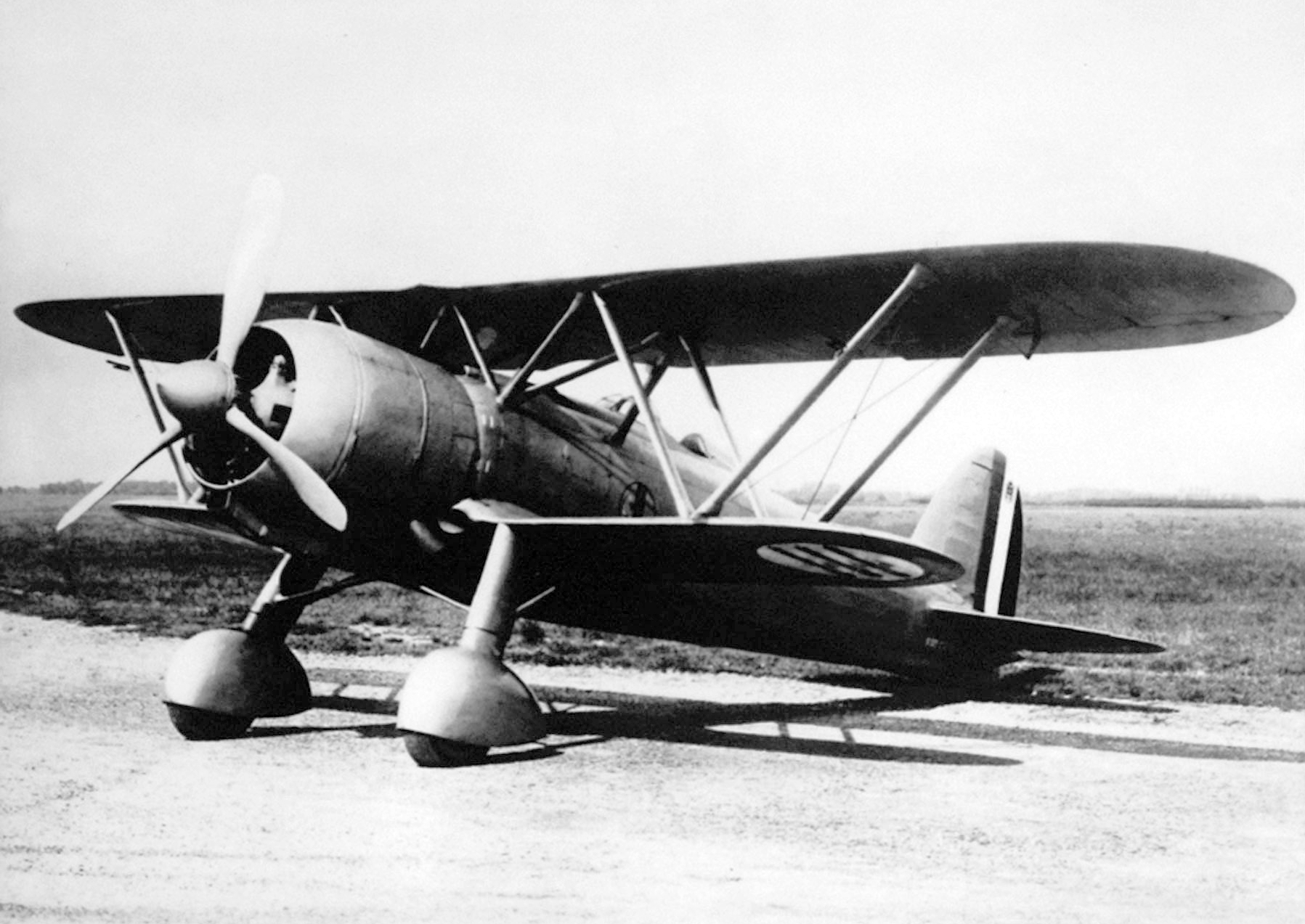
Fiat CR.42

A fost construite și avioane experimentale: I.CR.42 (Idrovolante = hidroavion) și CR.42DB. A fost construit un singur aparat I.CR.42 în 1940. Testele de zbor au început în 1941, la baza Vigna di Valle, pe Lacul Bracciano, în nordul Romei. Acest aparat avea o viteză maximă de 423 km/h, raza de acțiune  era de 950 km, dar plafonul maxim de zbor a fost scăzut la 9.000 m. Greutatea sa varia de la 1.720 – 1.850 kg gol, și 2.295 – 2.425 kg încărcat.
CR.42DB a fost o încercare de îmbunătățire a performanțelor aparatului prin instalarea unui motor Daimler-Benz cu 12 cilindri în V  de 1.010 cai-putere. Prototipul acestui avion a fost testat de pilotul de încercare Valentino Cus în martie 1941, în regiunea localității Guidonia Montecelio de lângă Roma. Această variantă a atins o viteză maximă de 518 km/h cu un plafon maxim de zbor de 1.250 km. Proiectul a fost abandonat datorită faptului că avioanele în configurație de biplan nu ofereau niciun avantaj față de aparatele de zbor monoplane. În ciuda faptului că această variantă nu a intrat niciodată în producția de serie, el deține recordul pentru cel mai rapid biplan al tuturor timpurilor.
Nu se știe cu siguranță câte avioane CR.42 au fost construite. Cifra cea mai probabilă este de 1.819, dintre care 63 (51 după unele surse) produse sub controlul Luftwaffe și 140 de aparate produse pentru export. 

## Istoricul operațional
Avionul  CR.42 a intrat în serviciul activ în mai 1939. Până la intrarea Italiei în război (10 iunie 1940), fuseseră livrate aproximativ 300 de avioane. „Șoimii” au luptat pentru apărarea aeroporturilor, bazele navale și orașele italiene până la armistițiul de pe 8 septembrie. De asemenea, aceste avioane au luptat deasupra Maltei împotriva aparatelor britanice Gloster Gladiator, iar mai târziu împotriva celor de tip Hawker Hurricane, uneori înregistrând succese neașteptate. Manevrabilitatea „Șoimului” i-a preocupat mult pe britanici. Un raport al serviciilor de informații al RAF de la sfârșitul lunii octombrie 1940, care a fost remis tuturor piloților, escadrilelor lor, premierului  Winston Churchill și guvernului menționa faptul că aparatele Fiat CR.42, prin marea lor manevrabilitate, în special datorită capacității de a efectua semi-lupinguri foarte strânse, i-au surprins pe numeroși piloți aliați și i-a salvat pe cei italieni de la anihilare.

## Malta
Avioanele CR.42 s-au întâlnit cu cele Hurricane pentru prima dată pe cerul Maltei pe 3 iulie 1940. În acea zi, locotenentul britanic Waters a doborât un bombardier italian Savoia-Marchetti SM.79, la aproximativ 10 km de Kalafrana, dar a fost atacat la rândul lui de avioanele de escortă CR.42, iar aparatul lui de zbor a fost grav avariat. Waters  a încercat o aterizare forțată, iar aparatul lui a fost distrus la impactul cu solul. Piloții de pe avioanele Hurricane au descoperit cu stupoare că aparatele lor sunt depășite la toate capitolele de biplanele italiene.
O saptămână mai târziu, o duzină de CR.42 din „23° Gruppo” au executat o misiune de recunoaștere deasupra Maltei. Locotenenții Peter Keeble și Burges au trecut la atacarea avioanelor italiene. Keeble a doborât un CR.42, care s-a prăbușit iar pilotul italian a murit. La rândul  lui, Keeble a fost doborât, iar el a murit în explozia aparatului la sol. El a fost primul pilot care a murit în luptă în Malta. La scurtă vreme după această luptă s-a desfășurat o ședință a piloților și a comandanților din Malta, unde s-au căutat soluții la contracararea atacurilor avioanelor italiene foarte manevrabile. Dintre toate soluțiile propuse, singura care s-a dovedit realistă a fost aceea ca piloții aliați să zboare la o altitudine mai mare decât cei italieni, pentru a se plasa într-o poziție avantajoasă.

### Regia Aeronautica
Fiat CR.42 a fost principalul avion de vânătoare de noapte al Regia Aeronautica, deși nu era echipat cu radar și de multe ori nici cu aparat de radio-emisie-recepție. Prima interceptare de noapte a fost executată pe 13/14 august 1940 de către căpitanul Giorgio Graffer, care a descoperit și atacat un bombardier britanic Armstrong Whitworth Whitley în misiune deasupra orașului Torino. După ce mitralierele avionului său s-au blocat, Graffer a acroșat bombardierul britanic mai înainte de a se parașuta. Bombardierul a fost grav avariat și s-a prăbușit în Canalul Mânecii, pe când încerca să se reîntoarcă la bază. Una dintre cele mai de succes interceptări a avut loc în noaptea de 25 august 1942. Locotenentul-colonel Armando François și locotenentul Giulio Reiner, pilotând aparate dotate cu aparatură radio și fiind ghidați de la sol au reușit să doboare două bombardiere inamice.

### Corpo Aereo Italiano
Avioanele CR.42 al „Corpo Aereo Italiano” au participat la două raiduri deasupra Marii Britanii pe 11 și 23 noiembrie 1940. Avioanele Luftwaffe au avut dificultăți să zboare în formație cu aparatele biplane italiene, care dezvoltau o viteză mai mică. În ciuda vitezei reduse, a carlingii deschise, a lipsei aparaturii radio, a dotării cu doar două mitraliere, „Șoimii” au reușit cu ușurință să ocupe poziții favorabile în luptele cu avioanele britanice Hurricane și Spitfire. După cum avea să mărturisească un pilot britanic, italienii puteau să execute cu ușurință un luping strâns, care îi plasa în spatele avionului. După cum reiese din rapoartele serviciilor de informații ale RAF, CR.42 era o țintă greu de  doborât din cauza manevrabilității foarte mari. Rapoartele „Luftwaffe” au confirmat victoriile italienilor. 
Aparatele Fiat CR.42 au fost transferate în timpul iernii înapoi pe frontul din Mediterana. 

### Africa de nord
Avionul de vânătoare Fiat CR.42 a fost folosit foarte mult și pe teatrele de război din regiunea mediteraneană, Orientul Mijlociu și Africa de nord. În Africa Nordică Italiană existau la începutul războiului 127 de avioane CR.42. La început, piloții italieni au luptat împotriva biplanelor Gloster Gladiator și Hawker Hart sud-africane. Experimentații piloți italieni, mulți dintre ei veterani ai războiului civil din Spania au folosit avionul extrem de manevrabil CR.42 pentru a-i forța pe piloții aliați de pe Hurricane să evite luptele directe și să adopte tactica atacului în picaj. S-a apreciat pe bună dreptate că Fiat CR.42 s-a comportat cel mai bine în Africa. 
„Șoimii” s-au dovedit capabili să doboare nu numai avioane Gladiator, dar chiar și Hurricane și Spitfire. Pe 31 octombrie 1940, piloții italieni de biplane au înregistrat prima lor victorie confirmată în Africa de nord împotriva monoplanelor Hawker. În timpul unei lupte aeriene, două avioane de escortă a bombardierelor Savoia Marchetti SM. 79 au avariat două Hurricane canadiene, dintre care unul s-a prăbușit și pilotul său a murit, iar cel de-al doilea a aterizat forțat.
În aprilie 1941, odată cu livrarea primelor 14 aparate  CR.42 „Bombe Alari”, biplanul a început să fie folosit ca avion de vânătoare-bombardament. Pe 19 iunie 1942, ultimele 82 de aparate CR.42 au fost repatriate. În momentul în care Italia a capitulat, doar aproximativ 60 de avioane biplane CR.42 mai erau capabile să-și ia zborul. 

### Balcani și regiunea Mării Egee
În ultimele luni ale anului 1940 și de-a lungul întregului an 1941, avioanele CR.42 au fost utilizate din plin pe post de avion de escortă sau interceptor în Grecia, Balcani și regiunea mărilor Egee și Mediterană. „Șoimul” a avut o comportare foarte bună în luptele din Grecia, unde și-a depășit în general omologul, aparatul de tip „Gladiator”, pe care Fiat îl domina prin viteză și armament.
La începutul anului 1941, sosirea pe front a aparatelor de tip Hurricane a crescut în mod semnificativ pierderile din rândurile aparatelor Fiat CR.42. Pe de altă parte, trebuie spus că victoriile aliaților au fost exagerate din motive propagandistice. După cum avea să afirne mai târziu căpitanul Corrado Ricci, italienii au pierdut în toată campania din Grecia 50 de avioane. Pe 28 februarie, vice-mareșalul aerului  J.H. d’Albiac raporta că au fost doborâte 28 de avioane, în timp ce italienii nu recunoșteau nicio pierdere. Pierderile italienilor au scăzut odată cu dotarea  în aprilie 1941 cu aparate modernee: Macchi C.200, Messerschmitt Bf 109 și Bf 110.

### Forțele Aeriene Regale Maghiare
Primul client extern care și-a exprimat dorința să achiziționeze avionul Fiat CR.42 a fost Forțele Aeriene Regale Maghiare (Magyar Királyi Honvéd Légierő, ori MKHL). Maghiarii au făcut in 1938 o comandă de 52 de aparate. Ungurii, deși erau conștienți de faptul că Fiat CR.42 avea un proiect depășit din punct de vedere conceptual, erau dornici să-și reechipeze rapid forțele aeriene. Guvernul italian și-a exprimat disponibilitatea să-și încetinească propriul program de dotare pentru a permite onorarea comenzii ungurilor. Până la sfârșitul anului 1939, au fost livrate maghiarilor 17 avioane, cu care a fost dotată 1. „Vadász Ezred” (Regimentul I de vânătoare), ai cărui piloți zburaseră până atunci pe avioane italiene Fiat CR.32. Cele două grupuri de câte două escadrile, 1./I „Vadász Osztály” de la Szolnok și 1./II „Vadász Osztály” de la Mátyásföld, au primit toate avioanele până la mijlocul anului 1940.
MKHL a comandat în total  70 de aparate CR.42, dar a primit unul în plus în 1941, printr-un schimb cu un bombardier Savoia-Marchetti capturat de la iugoslavi. Ungurii au folosit aceste avioane în acțiuni de atac la sol împotriva forțelor sovietice până în decembrie 1941. În ciuda faptului că avionul Fiat CR.42 era depășit de aparatele de zbor mai moderne, piloții unguri au reușit să înregistreze un număr de 28 de victorii luptând la bordul acestui tip de aparat. Aparatele de zbor de tip  CR.42 care au supraviețuit războiului au fost folosite drept avioane școală. 

### Forțele Aeriene Belgiene
Forțele Aeriene Belgiene („Aéronautique Militaire”) au comandat în 1939 34 de aparate de tip Fiat CR.42. dar până 6 martie 1940 au fost livrate doar 25 de bucăți. Prima escadrilă operațională (IIème „Group de Chasse”) cu baza la Nivelles a fost dotată cu toate aparatele comandate, pe când restul escadrilelor au continuat să aștepte livrarea avioanelor. Piloții belgieni au intrat în luptă pe avioanele Fiat CR.42 împotriva celor ai Luftwaffe, care erau dotați cu aparate net superioare Messerschmitt Bf 109. Deși au fost copleșiți rapid, belgienii au luptat cu bravură, reușind să doboare între cinci și opt avioane inamice de diferite tipuri: Dornier Do 17, Junkers Ju 52 și chiar și mult lăudatul Bf 109. După capitulare, ultimele două Fiat CR.42 aflate în stare de funcționare au fost garate într-un hangar francez din Fréjorques, unde de altfel le-au și găsit germanii. Nu se știe cu exactitate ce s-a întâmplat cu aceste avioane. 

### Forțele Aeriene Suedeze

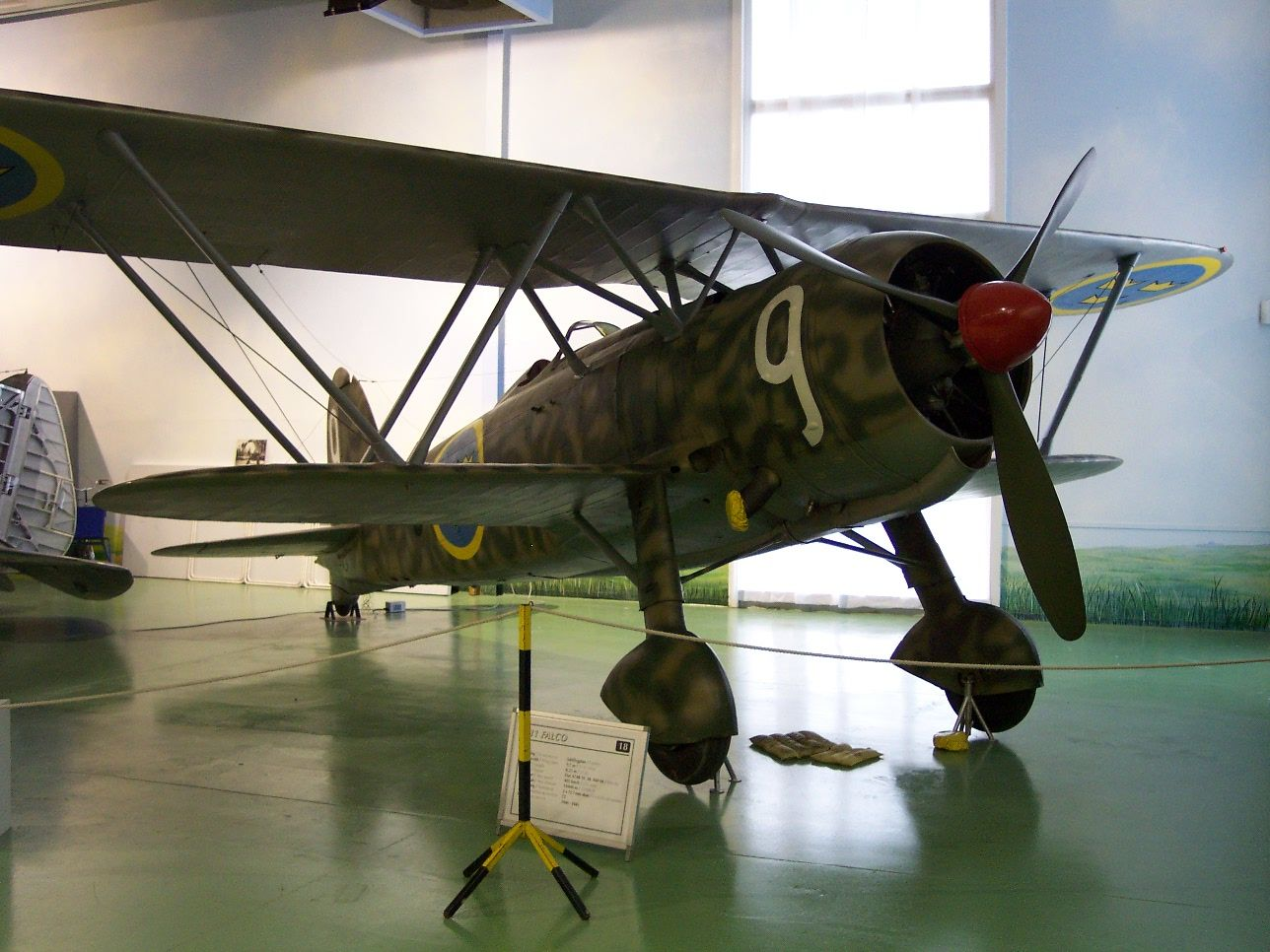
Avion CR.42 al Forţelor Aeriene Suedeze

Forțele Aeriene Suedeze au cumpărat în perioada 1939 – 1941 diferite tipuri de avioane militare de producție italiană. Niciun alt producător nu a fost dornic să vândă aparate militare unei națiuni neutre, iar producția locală a fost total insuficientă până în anul 1943. În perioada 1940 – 1941, Suedia a primit 72  de avioane CR.42 echipate cu  aparatură radio, un blindaj cu o grosime de 20 mm în zona din spatele pilotului și schiuri. Avioanele suedeze au fost denumite „J 11”. În 1943, aviația militară suedeză a început să fie dotată cu avioanele moderne 
„J 22” din producție proprie. Piloții suedezi au apreciat manevrabilitatea deosebită a aparatului „J 11”, dar aceste aparate au fost retrase treptat din serviciu până în 1945.

### ”Luftwaffe”
După semnarea de către guvernul regal italian a armistițiului cu forțele Aliate pe 8 septembrie 1943, German Rüstungs-und-Kriegsproduktion Stab a preluat controlul asupra uzinelor producătoare de avioane din nordul Italiei și a comandat construirea a 200 de aparate CR.42LW (LW=”Luftwaffe”). Aceste avioane urmau să fie folosite pentru atacuri de noapte, lupta împotriva partizanilor și pe post de avioane-școală. Fabrica Fiat din Torino nu a produs decât 150 de avioane CR.42LW, în principal datorită raidurilor de bombardament ale aviației Aliate.